# Молочанский диалект
Молочанский диалект (нем. Molotschnaer Dialekt) — вариант платдойча (Plautdietsch), нижнепрусского диалекта и восточнонижнемецкого языка с нидерландским влиянием. Он сформировался в XVI–XVII веках в Вислинской дельте и был перенесён меннонитами в юго-западную часть Российской империи в конце XVIII века. Сегодня носители молочанского диалекта встречаются в России, Канаде, США, Мексике, Парагвае и других странах.

## История и распространение
Молочанский диалект, наряду с хортицким, является одним из двух основных диалектов, на которых говорили меннониты в Российской империи. Оба диалекта возникли среди меннонитов, эмигрировавших из Вислинской дельты (территория современной Польши и России) в конце XVIII века. В 1789 году первые меннониты поселились в Хортицкие колонии, а в начале XIX века — в Молочанские колонии (ныне территория Украины).
Отличия между хортицким и молочанским диалектами минимальны, но проявляются в произношении отдельных гласных и согласных. Эти различия сохранились даже после массовой эмиграции меннонитов в Северную и Южную Америку, которая началась в 1873 году. В XX веке молочанский диалект продолжал существовать среди потомков меннонитов в России (Омская, Новосибирская области, Алтайский край), а также в эмигрантских общинах.

## Лингвистические особенности
Молочанский диалект относится к восточному нижненемецкому языку и содержит элементы нидерландского языка, а также заимствования из русского и украинского языков. Среди его фонетических особенностей выделяют варьирование звуков k' / t' в различных позициях. Лексика молочанского диалекта также включает архаизмы, унаследованные от старого нижненемецкого языка, а грамматическая структура сохраняет многие особенности средневекового восточнопрусского диалекта.

## Современное состояние
Сегодня молочанский диалект продолжает использоваться в меннонитских общинах, преимущественно в Канаде, США, Мексике, Парагвае и России. Однако число носителей постепенно сокращается из-за языковой ассимиляции. В России насчитывается несколько тысяч человек, говорящих на этом диалекте, преимущественно в Сибири. Исследования молочанского диалекта продолжаются, включая работы, посвящённые его фонетике и грамматике.